# General Carneiro, Mato Grosso
General Carneiro este un oraș în Mato Grosso (MT), Brazilia.